# Hōdatsushimizu
Hōdatsushimizu (宝達志水町, Hōdatsushimizu-chō) est un bourg du district de Hakui, dans la préfecture d'Ishikawa, au Japon.

## Géographie

### Démographie
Au 1er février 2014, la population de Hōdatsushimizu s'élevait à 13 404 habitants répartis sur une superficie de 111,68 km2.